# 诛仙恋
《诛仙恋》是台灣男歌手任贤齐为3D大型多人在线角色扮演游戏《诛仙》游戏所唱的插曲，诗雯作词，张艺谱曲，时长4分3秒，该歌曲也被收录在2007年4月26日发行的专辑《如果没有你》中。在《诛仙恋》的MV中，张檬饰演碧瑶，唐嫣饰演陆雪琪，任贤齐饰演张小凡。

## 相关
任贤齐另外一首《诛仙》题材歌曲是《诛仙我回来》。

## 延伸阅读
自任贤齐的《诛仙恋》和《诛仙我回来》MV爆红之后，影视界一直力图打造电视剧《诛仙》，一波三折，一直到2014年11月，《古剑奇谭》的副导演宣布开拍《诛仙》电视剧，男女主角可能是李易峰和刘亦菲。